# Nuno Félix
Nuno Félix né le 16 mars 2004 à Portimão au Portugal, est un footballeur portugais qui évolue au poste de milieu défensif au Benfica Lisbonne B.

## Biographie

### En club
Né à Portimão au Portugal, Nuno Félix est formé par le Benfica Lisbonne. Le 11 septembre 2020, Félix signe son premier contrat professionnel avec Benfica.
Le 21 juin 2022 il signe un nouveau contrat avec Benfica, le liant au club jusqu'en juin 2024.

### En sélection
Nuno Félix est sélectionné avec l'équipe du Portugal des moins de 19 ans, pour participer au championnat d'Europe des moins de 19 ans en 2023. Le Portugal se hisse jusqu'en finale après avoir battu la Norvège,.

## Palmarès
Benfica Lisbonne
- - Vainqueur de l'UEFA Youth League 2021-2022
  - Vainqueur de la Coupe intercontinentale des moins de 20 ans 2022

 équipe du Portugal des moins de 19 ans
- Championnat d'Europe : 
  - Finaliste en 2023